# Cantón de Méru
El cantón de Méru es una división administrativa francesa, situada en el departamento de Oise y la región de Picardía.
Su consejero general es, desde 1982, Alain Letellier, que además es el alcalde de Saint-Crépin-Ibouvillers.

## Geografía
Este cantón se organiza alrededor de Méru, en el distrito de Beauvais. Su altitud varía de 43 m (Bornel) a 222 m (Ressons-l'Abbaye), teniendo una altitud media de 106 m.

## Composición
El cantón de Méru agrupa 20 comunas y cuenta con 29 988 habitantes (según el censo de 1999).
| Comunas                  | hab.   | código postal | código INSEE |
| ------------------------ | ------ | ------------- | ------------ |
| Amblainville             | 1 688  | 60110         | 60010        |
| Andeville                | 2 996  | 60570         | 60012        |
| Anserville               | 435    | 60540         | 60018        |
| Bornel                   | 3 300  | 60540         | 60088        |
| Chavençon                | 114    | 60240         | 60144        |
| Corbeil-Cerf             | 290    | 60110         | 60162        |
| Esches                   | 1 071  | 60110         | 60218        |
| Fosseuse                 | 742    | 60540         | 60246        |
| Fresneaux-Montchevreuil  | 717    | 60240         | 60256        |
| Hénonville               | 785    | 60119         | 60309        |
| Ivry-le-Temple           | 658    | 60173         | 60321        |
| Lormaison                | 1 371  | 60110         | 60370        |
| Méru                     | 12 712 | 60110         | 60395        |
| Montherlant              | 114    | 60790         | 60417        |
| Monts                    | 172    | 60119         | 60427        |
| Neuville-Bosc            | 440    | 60119         | 60452        |
| Pouilly                  | 160    | 60790         | 60512        |
| Ressons-l'Abbaye         | 101    | 60790         | 60532        |
| Saint-Crépin-Ibouvillers | 1 038  | 60149         | 60570        |
| Villeneuve-les-Sablons   | 1 084  | 60175         | 60678        |

## Demografía
| 14,285 | 15,895 | 18,572 | 24,010 | 26,946 | 29,988 |
| Para los censos de 1962 a 1999 la población legal corresponde a la población sin duplicidades (Fuente: INSEE [Consultar]) |        |        |        |        |        |